# Paracraga cyclophera
Paracraga cyclophera is een vlinder uit de familie van de Dalceridae. De wetenschappelijke naam van de soort is voor het eerst geldig gepubliceerd in 1914 door Dyar.